# Gail Kobe
Gail Kobe, née 19 mars 1932 à Hamtramck (Michigan) aux États-Unis, est une actrice américaine et une productrice de télévision. Elle meurt le 1er août 2013 à Woodland Hills (Los Angeles) aux États-Unis.

## Filmographie
La filmographie de Gail Kobe, comprend les films et séries télévisées suivants :
Production télévisée
- 1972 : Return to Peyton Place (en)
- 1975-2014 : Des jours et des vies (assistante productrice)
- 1981 : The People's Court (en)
- 1981-1982 : Texas
- 1984-1986 : Haine et Passion
- 1987-1988 : Amour, Gloire et Beauté

actrice
- 1955 : À l'est d'Éden
- 1956 : Crack of Doom
- 1956 : Les Dix Commandements
- 1956 : The Jill Mayfield Story
- 1956 : Crusader (série télévisée)
- 1956 : Highway Patrol (en) (série télévisée)
- 1956 : Alfred Hitchcock présente (série télévisée)
- 1956 : The Millionaire (en) (série télévisée)
- 1956-1957 : State Trooper (en) (série télévisée)
- 1956-1958 : Cheyenne (série télévisée)
- 1957 : Monsieur et Madame détective (série télévisée)
- 1957 : The Court of Last Resort (en) (série télévisée)
- 1957 : The O. Henry Playhouse (en) (série télévisée)
- 1957 : Schlitz Playhouse of Stars (série télévisée)
- 1957 : Studio 57 (série télé)
- 1957 : Dr. Hudson's Secret Journal (en) (série télévisée)
- 1957-1958 : Jane Wyman Presents The Fireside Theatre (en) (série télévisée)
- 1957-1959 : M Squad (série télévisée)
- 1957-1959 : Whirlybirds (en) (série télévisée)
- 1957-1959 : Richard Diamond (série télévisée)
- 1957-1958 : Trackdown (série télévisée)
- 1957-1958 : Alcoa Theatre (en) (série télévisée)
- 1958 : Goodyear Theatre (série télévisée)
- 1958 : Tombstone Territory (en) (série télévisée)
- 1958-1959 : Mike Hammer (série télévisée)
- 1958 : Fusillade à Tucson (titre original : Gunsmoke in Tucson
- 1958 : Sugarfoot (série télévisée)
- 1958 : The Silent Service
- 1958 : Boots and Saddles
- 1958 : Zane Grey Theater (en) (série télévisée)
- 1958-1964 : Perry Mason (série télévisée)
- 1958-1969 : Gunsmoke (série télévisée)
- 1959 : Destination Space (film télé)
- 1959 : Bourbon Street Beat (en) (série télévisée)
- 1959 : Law of the Plainsman (en) (série télévisée)
- 1959 : Frontier Doctor (en) (série télévisée)
- 1959 : La Grande Caravane (série télévisée)
- 1959 : The David Niven Show (en) (série télévisée)
- 1959 : Rescue 8 (en) (série télévisée)
- 1959 : The Californians (en) (série télévisée)
- 1959 : Mackenzie's Raiders (en) (série télévisée)
- 1960-1961 : The Rebel (série télévisée) (en)
- 1960-1963 : Les Incorruptibles (série télévisée)
- 1960 : Tales of Wells Fargo (en) (série télévisée)
- 1961 : Harrigan and Son (en) (série télévisée)
- 1961 : The Detectives
- 1961 : Aventures dans les îles (série télévisée)
- 1961-1965 : Le Jeune Docteur Kildare (série télévisée)
- 1962 : La Quatrième Dimension (série télévisée)saison 4 épisode 1 :In His Image
- 1962-1963 : Laramie
- 1962-1963 : Rawhide (série télévisée)
- 1962 : The Gallant Men (en) (série télévisée)
- 1962 : Suspicion (série télévisée)
- 1962 : Stoney Burke (série télévisée)
- 1963 : 77 Sunset Strip (série télévisée)
- 1963 : Le Virginien (série télévisée)
- 1963 : Le fugitif (série télévisée)
- 1963 : Combat ! (série télévisée)
- 1963 : Have Gun – Will Travel (série télévisée)
- 1963 : Sam Benedict (en) (série télévisée)
- 1963 : Empire (en) (série télévisée)
- 1964 : Au-delà du réel (série télévisée)
- 1964 : Ben Casey (série télévisée)
- 1964 : La Quatrième Dimension (série télévisée)saison 5 épisode 16 :The self improvement of Salvadore Ross
- 1965-1966 : Peyton Place (série télévisée)
- 1966 : Blue Light (série télévisée) (en)
- 1966 : A Man Called Shenandoah (en) (série télévisée)
- 1966 : The Wackiest Ship in the Army (série) (en) (série télévisée)
- 1966-1969 : Brigade criminelle (série télévisée)
- 1966 : Tarzan (série télévisée)
- 1967 : Cimarron (série télévisée)
- 1967 : Papa Schultz (série télévisée)
- 1967 : Mission impossible (série télévisée)
- 1968 : La Nouvelle Équipe (série télévisée)
- 1969 : Ma sorcière bien-aimée (série télévisée)
- 1969 : L'Homme de fer (série télévisée)
- 1969 : The Outsider (série télévisée)
- 1969 : Bright Promise (en) (série télévisée)
- 1969-1970 : Daniel Boone (série télévisée)
- 1969-1974 : Mannix (série télévisée)
- 1972 : Le Jeune Docteur Kildare (série télévisée)
- 1975 : La Légende de Lizzie Borden (The Legend of Lizzie Borden) (téléfilm)